# تاریتون
تاریتون (به انگلیسی: Tareyton) یک برند سیگار ایجاد شده در ایالات متحده آمریکا است؛ که در حال حاضر توسط شرکت تنباکوی رینولدز تولید می‌شود. مالک فعلی این برند شرکت تنباکوی رینولدز است. این برند در سال ۱۹۵۴ پایه‌گذاری گردید.